# Classe Zara (pattugliatore)
La classe Zara è una classe di vedette o pattugliatori d'altura, secondo la classificazione della Guardia di Finanza, suo operatore. Per qualità nautiche, allestimento e capacità complessive queste navi sono più adatte al pattugliamento costiero a medio raggio.

## Storia
Sono state realizzate, alla fine degli anni ottanta, dalla Fincantieri e derivano dal progetto dei cantieri Breda di Marghera delle motocannoniere veloci Classe Ratcharit, realizzate per la Thailandia nel 1976, adattato alle esigenze del Corpo tramite il cambio della motorizzazione, l'imbarco di un armamento più leggero e la realizzazione di locali più ampi e confortevoli per l'equipaggio.

## Impiego
I pattugliatori di questa classe sono stati acquisiti per fungere da centri di coordinamento in acque internazionali per gruppi di unità di pattugliamento. Sono stati estesamente impiegati in questo ruolo nell'attività di contrasto al contrabbando in Adriatico e nello Ionio negli anni 1990.
Nei primi anni del millennio, venuta meno la minaccia del contrabbando, hanno avuto un fondamentale ruolo nell'attività di contrasto all'immigrazione clandestina, grazie alle migliori capacità nautiche rispetto alle vedette guardacoste, che permettono loro di rimanere in mare per più tempo ed in condizioni di mare agitato. Le unità hanno la loro base a Messina.

## La classe
Sono state realizzate tre unità di questa classe:
- P01 Antonio Zara
- P02 Giuseppe Vizzari
- P03 Giovanni Denaro

Le prime due unità, ordinate nel 1987, costituiscono la prima serie e sono entrate in servizio nel 1990, rispettivamente il 23 febbraio e il 27 aprile. La terza unità, modificata nella motorizzazione, è stata ordinata nel 1995 ed è stata consegnata il 28 marzo 1998.
A causa della incapacità di operare per molto tempo alla velocità massima manifestata dalle prime due unità, la terza ha ricevuto una diversa motorizzazione, risultando così la prima unità della seconda serie, per la quale era prevista la costruzione di altre tre unità.
Le prime due unità sono equipaggiate con due motori diesel GMT BL 230.12 da 4,38 MW, che consentono una velocità massima di 27 nodi, mentre la terza unità è stata equipaggiata con quattro motori diesel MTU 16V396TB94 da 9,58 MW, che permettono all'imbarcazione di raggiungere una velocità massima di 35 nodi.

## Il nome
A differenza degli incrociatori pesanti classe Zara della Regia Marina, che erano stati intitolati a città acquisite nella prima guerra mondiale, come consuetudine del corpo le unità sono state intitolate a militari protagonisti di episodi di valore. Il P01 Zara ha questo nome in ricordo del finanziere Antonio Zara, medaglia d'oro al valore militare, caduto nel 1973, assassinato da terroristi palestinesi all'aeroporto di Fiumicino. Il P02 Vizzari ed il P03 Denaro sono stati intitolati rispettivamente a Giuseppe Vizzari e Giovanni Denaro, militari protagonisti di episodi di valore durante la seconda guerra mondiale.